# 商品経済
商品経済（しょうひんけいざい、英: commodity economy）とは、財の生産・消費が自給自足ではなく他者との分業と交換によって成立している経済である。反意語は自給自足経済。

## 概要
元々、人間は生存に必要な財を自ら取得・生産し消費していた。商品経済においては、他者と財の生産を分業し、財を交換することでより多くの財を消費できるようになる。
分業を行うことで、それぞれの生産者がそれぞれの得意な分野、つまり生産性の高い分野へ特化することにより全体の生産量を増大させることが出来る。ある生産者が特化により生み出した生産物のうち自らの消費に充てる割合は一部であり、余剰の生産物が商品となる。
商品は、他者の持つ商品と交換されて消費されることによって、それぞれの生産者が全ての商品を自ら生産して消費するより豊かになる場合が多い。このような経済が自然に生まれる背景には、それぞれの生産者で商品生産の生産性に差が存在することが挙げられる。
例えば、Aは1年でリンゴを100個あるいは豚肉を50kg生産できるとする。Bは1年でリンゴを80個あるいは豚肉を20kg生産できるとする。Bはどの商品の生産でもAより生産性が低い。両者はそれぞれ自給自足であり、Aは時間を等しく振り分けてリンゴを50個と豚肉を25kg生産し、Bはリンゴを40個と豚肉を10kg生産している。
ここで両者の交換比率を見るとAは豚肉1kgとリンゴ2個が同じ時間で生産できる。Bは豚肉1kgとリンゴ4個が同じ時間で生産できる。つまり両者は豚肉1kgの生産をあきらめたときのリンゴ増産量が異なる。この場合は、Bのほうがリンゴ生産に向いているということになる。
あるときAがBに贈り物として豚肉を1kg贈ると、Bはお返しにとリンゴを4個渡した。Bにとっては同じ価値のものを返しているがAにとっては贈り物で利益が出たことになる。
Aはこれに気づき生産量を変更しBとの交換を拡大した。Aは生産時間をより豚肉に振り分けてリンゴを30個と豚肉を35kg生産し、Bはリンゴのみを80個生産する。AはBに豚肉を10kg渡してリンゴを35個受け取る。Aはリンゴを65個と豚肉25kgを消費でき、Bはリンゴ45個と豚肉を10kg受け取る。
これにより両者共に消費量を増大させることが出来る。この二者は両者とも自らの消費ではなく、交換を目的にした生産を行うことになる。商品経済はそれを成立させる利益があることが原動力となり成立する。
交換の媒介に貨幣を用いなくとも商品経済は成立するが、貨幣を用いた場合は貨幣経済となり商品経済の発達が加速する。それは貨幣が交換の媒体となり、その商品がどれだけの価値があるのかということが価格として客観化・統一できるからである。
交換（生産・分配）の方法は様々であり、政府によって交換手段が決められる計画経済や、市場によって調整される市場経済などがある。

## 市場の規模と商品経済
商品経済は上記の例にある通り交換相手が必要である。そして交換相手が増えれば、それぞれが様々な商品生産へ特化することができ、生産性が高まることでより豊かになる。市場の規模が拡大することは商品経済の利益となるため、商品経済は半ば自然に拡大深化していく。
また、政治的な障害や技術上の壁が存在する場合は、商品経済の利益が喪失され市場は縮小する。例えば、敵対する国同士での関税障壁や、外洋航海技術が確立されていない段階での大陸間交易などである。
一方で商品経済の利益を求めることが、それらの政治障壁や技術上の壁を突破する原動力となる。例えば関税同盟締結による交易自由化や、大型船建造のための技術革新などである。

## 歴史
商品経済は、人間が狩猟採集で生活していた時代にもその痕跡が認められている。各地で定住と農耕が始まると、余剰生産物の交換が行なわれるようになった。
欧州では地中海を介して商品経済が興隆し、東アジアでは大規模な領域国家が域内の商品経済を成長させた。
地中海の商品経済を包括していたローマ帝国が崩壊すると、欧州では荘園の自給自足経済が興隆し、商品経済は衰退の時代を迎えた。東アジアでは幾度も帝国が衰亡しつつ、領域内の商品経済が膨張と衰退を繰り返していた。その間にユーラシア大陸の東西を結ぶ交易が始まり絹などが取引された。当時、欧州よりアジアのほうが豊かであり、特産品を中心にアジアの産物の需要は高かった。
中東では、東西交易による商品経済の利益を手にしたアラビア商人が躍進し、インド洋の交易を支配した。7世紀にイスラム帝国が成立して以来、欧州はアジアとの交易で障壁が生まれることになった。欧州の中でも地中海沿岸の一部の都市国家や東方の国家が、イスラム圏との交易網を確立し豊かになるものの欧州全般は非商業化が進展し、11世紀前後には完全にイスラム圏が先進世界となった。
アラビア商人はイスラム教の拡大に乗って商圏を拡大し、北アフリカからアラビア、インド、東南アジアに至る広大な商品経済を形成した。
このころ東アジアでは域内で冊封体制を確立しており、中華帝国と周辺国との朝貢貿易が盛んであった。
13世紀にはモンゴル帝国が急成長し、ユーラシア大陸のほとんどで交易を自由化した。この時期、長く商品経済が衰退していた欧州で東方世界の存在が認識されるようになった。東西の結節点にあったイスラム帝国はこの後、トルコ帝国へと変質し、東方から欧州を圧迫するようになった。
15世紀に西欧でイスラム世界が駆逐されると、欧州の商業者は大西洋へ乗り出した。多くの船舶が西へ南へ向かい、一部は他の大陸へ到達することになった。喜望峰を回り直接アジアとの交易網を形成することができた欧州の商業者は、やがて大挙してアジアへ訪れるようになった。欧州では生産が難しく、ほとんどをアラビア商人の仲介で輸入していた香辛料などが格安で手に入るようになり、欧州の商業者は著しく成長した。やがて東アジアや南北アメリカも交易圏に入り、大航海時代と呼ばれる商品経済の時代が幕を開けた。
西欧では商品経済の利益を背景に絶対王制が成立し、強力な王権に率いられた国々が競って自らの交易圏を拡大するようになった。イスラム世界はこの流れに取り残され緩慢な衰退を迎えることになった。
中国は欧州商人の到達後も体制を温存し続け、17世紀においては海禁政策によりほとんど欧州商人を締め出すこととなった。
日本では、戦国時代に六角定頼や織田信長らによって市場主義・自由経済政策である楽市・楽座が行われ、経済の自由化が進んだ。江戸時代初期には、徳川幕府が鎖国政策をとり、商品経済を抑制し農業を振興する農本思想による政策をとっていたが、国内では民間主導で商品作物の栽培の増加とそれにともなう貨幣経済の進展が進み、江戸時代中期以降、幕府は徐々に商業重視の政策に転換していった。
欧州はイスラム世界との長い戦争にも勝利し、アフリカや南アジア、南北アメリカの植民地との間で分業体制を確立し商品経済が躍進していた。現代の世界経済の系譜はこの頃を起原としている。
19世紀に入ると、欧州の経済上の優位は絶対的なものとなり、英国の産業革命を背景にした資源と市場の争奪は世界へ拡大していった。中国・日本は、長く続けた海禁政策を19世紀中葉に相次いで打ち破られ、世界経済の枠組みへ組み込まれた。20世紀初頭には英国・ロンドンを頂点とした金融商品経済の体制が形成された。
20世紀に二度の世界大戦によって商品経済はアメリカを中心とするようになった。アメリカで起きた様々な技術革新により世界で工業化が進展し、工業製品やサービスが商品経済の大きな割合を占めるようになった。冷戦が終結し世界の分断が終わると、商品経済は世界のほとんどを結びグローバル経済と呼ばれるようになった。
1980年代に、製造業を中心とした重商主義（重工主義）政策をとった日本が世界最大の債権国になった。比較優位論に基づいて自由貿易を続けたアメリカは1990年代に世界最大の債務国に転落し、日本に続いて重工主義を採用した中国は2000年代に世界最大の外貨準備国となった。
各国の国民経済は様々な商品へ特化することになったが、第一次産業へ特化した国々では農産物の長期的な価格低迷により、厳しい貧困状態の国もある（南北問題）。